# Segundo premio
Segundo premio ist ein Filmdrama von Isaki Lacuesta und Pol Rodríguez. Der Film spielt Ende der 1990er Jahre und erzählt von einer Indie-Rockband in der Krise. Der Film mit Daniel Ibáñez und Stéphanie Magnin in den Hauptrollen ist von der Geschichte der Aufnahme von „Una semana en el motor de un autobús“ inspiriert, dem dritten Album der granadischen Indie-Band Los Planetas. Die Koproduktion zwischen Spanien und Frankreich feierte Anfang März 2024 beim Filmfestival Málaga ihre Premiere und kam im Mai 2024 in die spanischen Kinos. Segundo premio wurde von Spanien als Beitrag für die Oscarverleihung 2025 als bester Internationaler Film eingereicht.

## Handlung
Ende der 1990er Jahre. Eine Indie-Rockband hat in Granada ihre Erfolge gefeiert. Als ihr Bassist sie verlässt, gerät der Gitarrist in eine Spirale aus Drogen und Selbstzerstörung. Es kommt zu Spannungen zwischen ihm und der Sängerin.

## Produktion

### Regie und Drehbuch

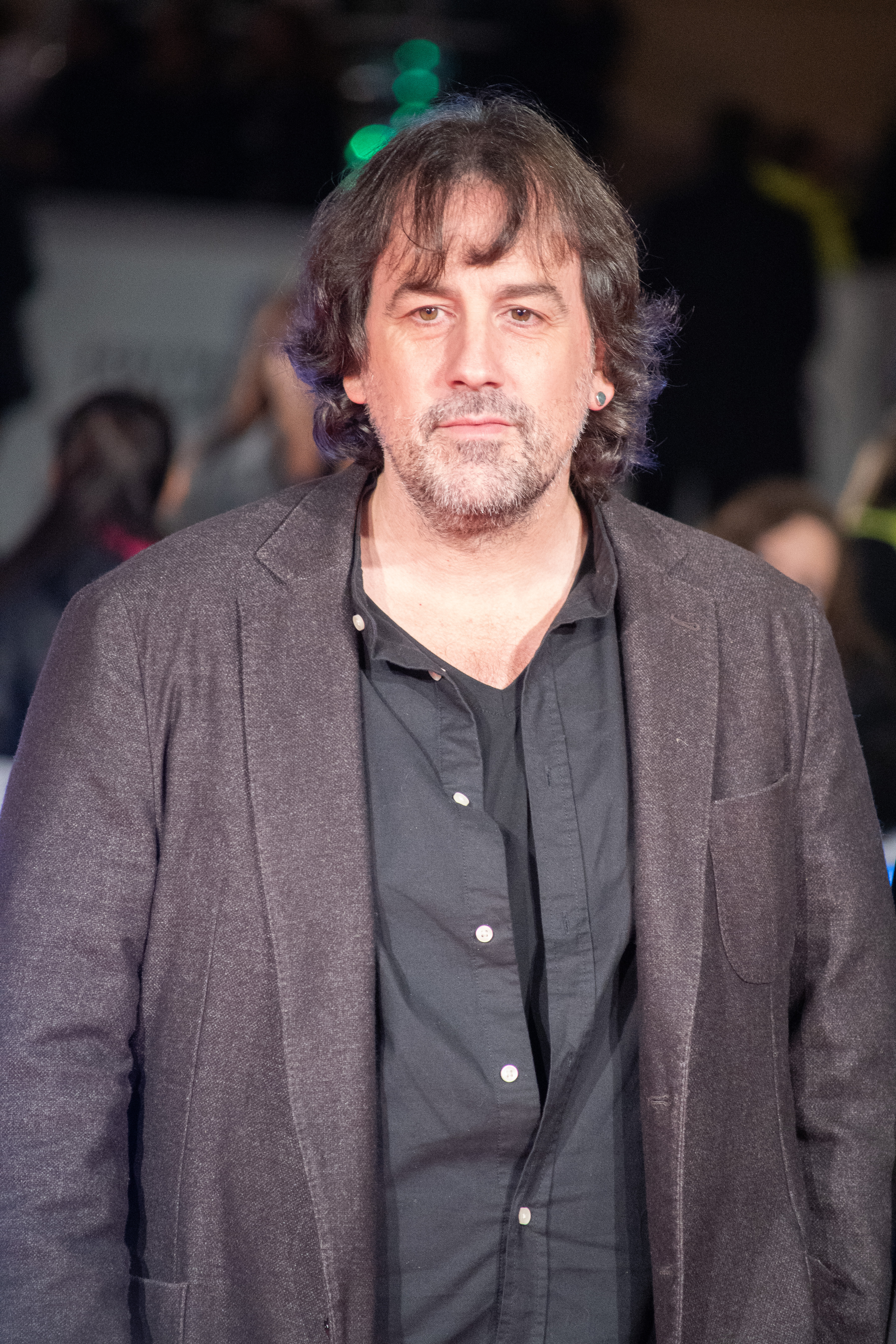
Regisseur Isaki Lacuesta

Regie führte der Spanier Isaki Lacuesta gemeinsam mit Pol Rodríguez, da Lacuestas Tochter kurz vor Beginn der Dreharbeiten krank wurde. Rodríguez war zuvor als erster Regieassistent bei den Filmen Oliver's Deal und Lacuestas Frieden, Liebe und Death Metal beteiligt. Ursprünglich sollte Jonás Trueba Regie führen, der jahrelang an dem Projekt gearbeitet hatte. Lacuestas erster Spielfilm Los condenados wurde 2009 beim San Sebastian International Film Festival mit dem FIPRESCI-Preis ausgezeichnet. Anschließend wurde er dort für die Filme Los pasos dobles und Entre dos aguas mit der Goldenen Muschel ausgezeichnet.
Das neue Drehbuch für Segundo premio schrieb Lacuesta gemeinsam mit Fernando Navarro. Im Vorspann wird erklärt, es handele sich nicht um einen Film über Los Planetas. Der Film ist allerdings von der Geschichte der Aufnahme des Albums „Una semana en el motor de un autobús“ der Band inspiriert, deren drittem Album aus dem Jahr 1998. Der internationale Titel Saturn Return bezieht sich auf eine Passage im Film, in der es um die Zeit geht, die der Saturn braucht, die Sonne zu umrunden. Dies sind ungefähr 29,5 Jahre.

### Besetzung und Dreharbeiten

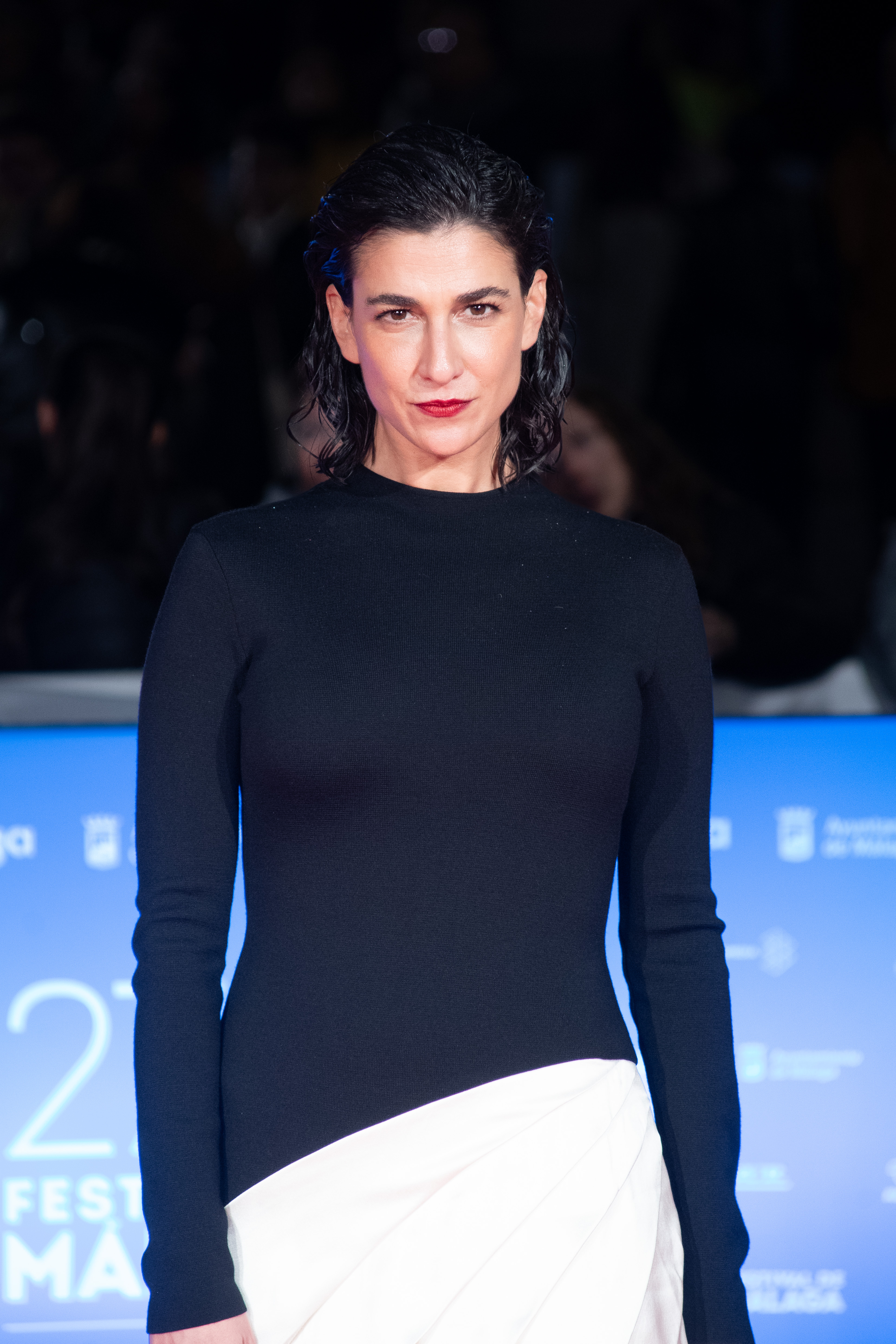
Stéphanie Magnin spielt May

Die Hauptrollen wurden mit der Spanierin Stéphanie Magnin als May, dem ebenfalls aus Granada stammenden Cristalino als Florent, dem Musiker Daniel Ibáñez als Jota und dem Spanier Eduardo Rejón besetzt. Mario „Mafo“ Fernández, ein Perkussionist von Soleá Morente, spielt Éric Jiménez. In weiteren Rollen sind der Franzose Jan Caplin und der Musiker Chesco Ruiz zu sehen.
Gedreht wurde der Film in Granada, der Hauptstadt der gleichnamigen Provinz in Andalusien. Unter anderem entstanden dort Aufnahmen in einem Plattenladen. Kameramann Takuro Takeuchi drehte in der Vergangenheit überwiegend Musikvideos und war zuletzt für das Mysterydrama Domo von Tayo Cortes tätig.

### Veröffentlichung
Die Premiere des Films fand am 5. März 2024 beim Filmfestival Málaga statt. Anwesend war auch Jota, eigentlich Juan Rodríguez, der Gitarrist und Sänger der Band Los Planetas. Am 4. April 2024 eröffnete er das Film Festival Cine Barcelona. Im Mai 2024 wird er beim Seattle International Film Festival gezeigt. Der Kinostart in Spanien erfolgte am 24. Mai 2024. Im Juni 2024 wurde der Film beim Festival Internacional de Cine en Guadalajara gezeigt. Eine Veröffentlichung des Films als Video-on-Demand erfolgte am 14. September 2024. Im Januar 2025 wurde Saturn Return beim Palm Springs International Film Festival gezeigt.

## Rezeption

### Kritiken
Von den bei Rotten Tomatoes aufgeführten Kritiken sind 86 Prozent positiv.

### Auszeichnungen
Segundo premio wurde von Spanien als Beitrag für die Oscarverleihung 2025 als bester Internationaler Film eingereicht. Im Folgenden eine Auswahl von Auszeichnungen und Nominierungen.
Festival Internacional de Cine en Guadalajara 2024
- Nominierung für den Premio Maguey[12]

Filmfestival Málaga 2024
- Auszeichnung als Bester spanischer Film im Wettbewerb (Isaki Lacuesta und Pol Rodríguez)
- Auszeichnung für die Beste Regie (Isaki Lacuesta und Pol Rodríguez)
- Auszeichnung für den Besten Filmschnitt (Javi Frutos)[17]

Gaudí 2025
- Nominierung für die Beste Regie (Isaki Lacuesta und Pol Rodríguez)
- Nominierung für das Beste Drehbuch (Isaki Lacuesta und Pol Rodríguez)
- Nominierung für die Beste Kamera (Takuro Takeuchi)
- Nominierung für die Besten Kostüme (Lourdes Fuentes)
- Nominierung für das Beste Make-up und die besten Frisuren (Inés Díaz Liz und Yolanda Piña)
- Nominierung für die Beste Produktionsleitung (Carlos Amoedo)
- Nominierung für den Besten Ton (Alejandro Castillo, Diana Sagrista, Antonin Dalmasso und Eva Valiño)
- Nominierung für die Besten visuellen Effekte (Marian Delgado, Sébastien Launay, María Magnet und Iñaki Gil)
- Nominierung als Bester nicht-katalanischer Film (Marta Velasco, Cristóbal García, Alex Lafuente, Roberto Butragueño, Edmon Roch, Isaki Lacuesta, Pol Rodríguez und Fernando Navarro)[18]

Goya 2025
- Nominierung als Bester Film
- Auszeichnung für die Beste Regie (Isaki Lacuesta und Pol Rodríguez)
- Nominierung für die Beste Kamera (Takuro Takeuchi)
- Auszeichnung für den Besten Filmschnitt (Javi Frutos)
- Nominierung als Bester Nachwuchsdarsteller (Cristalino)
- Nominierung als Bester Nachwuchsdarsteller (Daniel Ibáñez)
- Nominierung als Bester Filmsong (Love Is the Worst, Alondra Bentley und Isaki Lacuesta)
- Auszeichnung für den Besten Ton (Diana Sagrista, Alejandro Castillo, Antonin Dalmasso und Eva Valiño)
- Nominierung für die Beste Art Direction (Pepe Domínguez del Olmo)
- Nominierung für die Beste Produktionsleitung (Carlos Amoedo)[19][20]

Palm Springs International Film Festival 2025
- Nominierung als Bester internationaler Spielfilm[14]

Premios Platino del Cine Iberoamericano 2025
- Auszeichnung für den Besten Ton (Diana Sagrista, Eva Valiño, Eva und Antonin Dalmasso)[21]

Seattle International Film Festival 2024
- Nominierung im Ibero-American Competition[22]